# Besné
Besné (bretonsko Gwennenid) je naselje in občina v zahodnem francoskem departmaju Loire-Atlantique regije Loire. Leta 2012 je naselje imelo 2.750 prebivalcev.

## Geografija
Kraj leži v pokrajini Bretaniji 20 km severovzhodno od Saint-Nazaira in 50 km severozahodno od Nantesa.

## Uprava
Občina Besné skupaj s sosednjimi občinami Donges, Montoir-de-Bretagne, Saint-Malo-de-Guersac in Trignac sestavlja marca 2015 ustanovljeni kanton Saint-Nazaire-2; slednji se nahaja v okrožju Saint-Nazaire.

## Zanimivosti
- kapela sv. Sekonda iz 17. stoletja,
- cerkev sv. Friarda iz 19. stoletja,
- keltski križ iz 15. ali 16. stoletja, uporabljen kot spomenik mrtvim v prvi sv. vojni.